# Gare de Fredericia
La gare de Fredericia (en danois : Fredericia Banegård) est la gare ferroviaire de la ville de Fredericia dans le Jutland au Danemark. Elle constitue un important carrefour ferroviaire du trafic entre le Jutland et Copenhague, où se rejoignent la ligne de Copenhague à Fredericia aux lignes de Fredericia à Aarhus et de Fredericia à Flensbourg.
La première gare ferroviaire de Fredercia fut ouverte en 1866. L'actuelle gare fut construite en 1935 avec l'ouverture du pont du Petit Belt (Lillebæltsbroen) traversant le détroit du Petit Belt (Lillebælt). La gare est située au plein centre de la ville à l'ouest du centre-ville historique. Elle est exploitée par l'entreprise ferroviaire chemins de fer danois (DSB).

## Situation ferroviaire
Établie à 8,5 mètres d'altitude, la gare de Fredericia est le terminus ouest de la ligne de Copenhague à Fredericia, le terminus sud de la ligne de Fredericia à Aarhus et le terminus nord de la ligne de Fredericia à Flensbourg. En plus, une voie ferrée industrielle relie la gare centrale avec le port industriel de Fredericia.
Les lignes vers Aarhus et Flensbourg font partie de la ligne longitudinale du Jutland de l'est, une ligne de chemin de fer continue qui traverse toute la péninsule du Jutland et relie la frontière allemande au sud à la ville portuaire de Frederikshavn au nord.

## Histoire

### Première gare

Carte de Fredericia en 1900. L'ancienne gare et les quais de ferry associés sont visibles en bas à gauche.

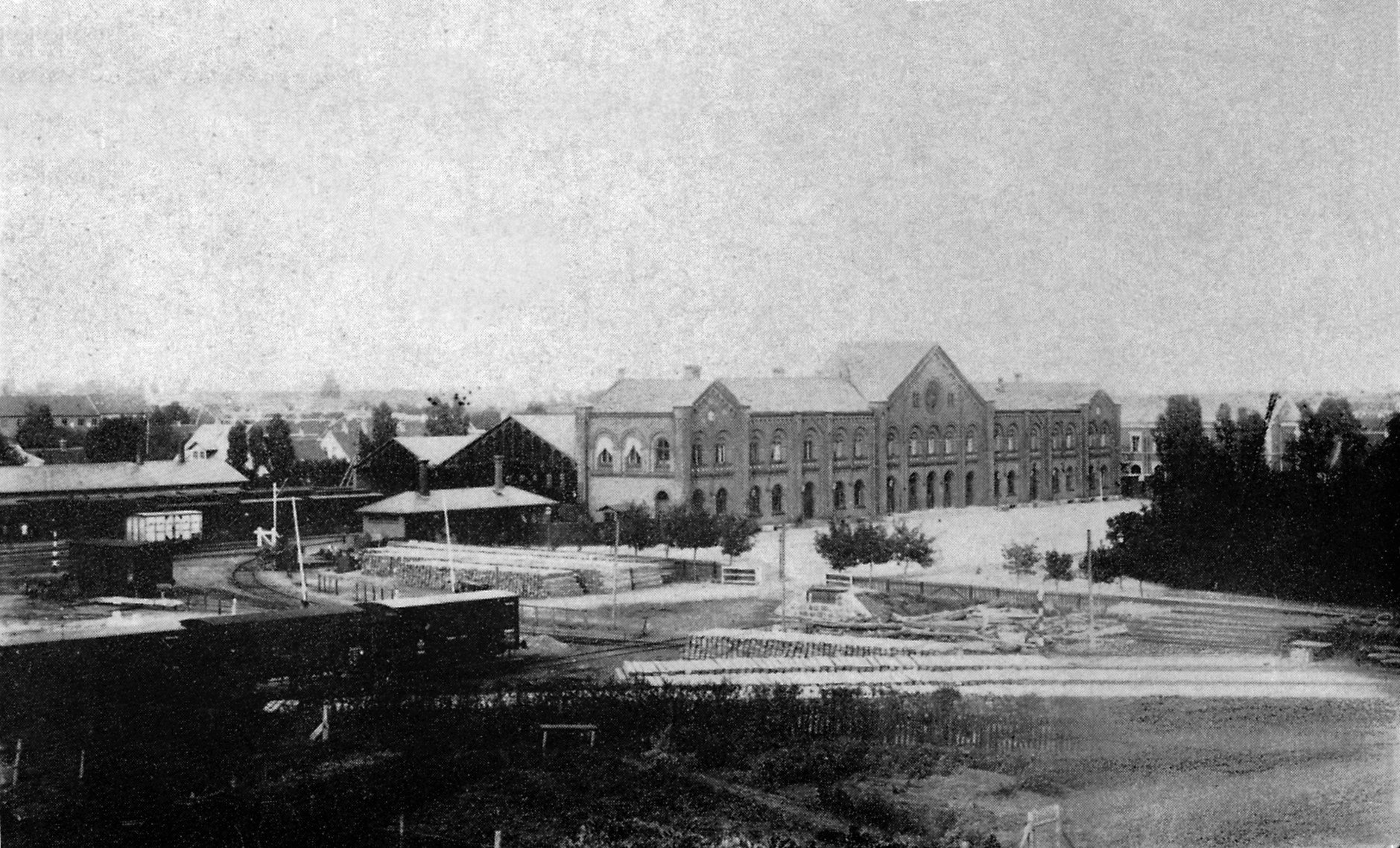
La première gare de Fredericia en 1900.

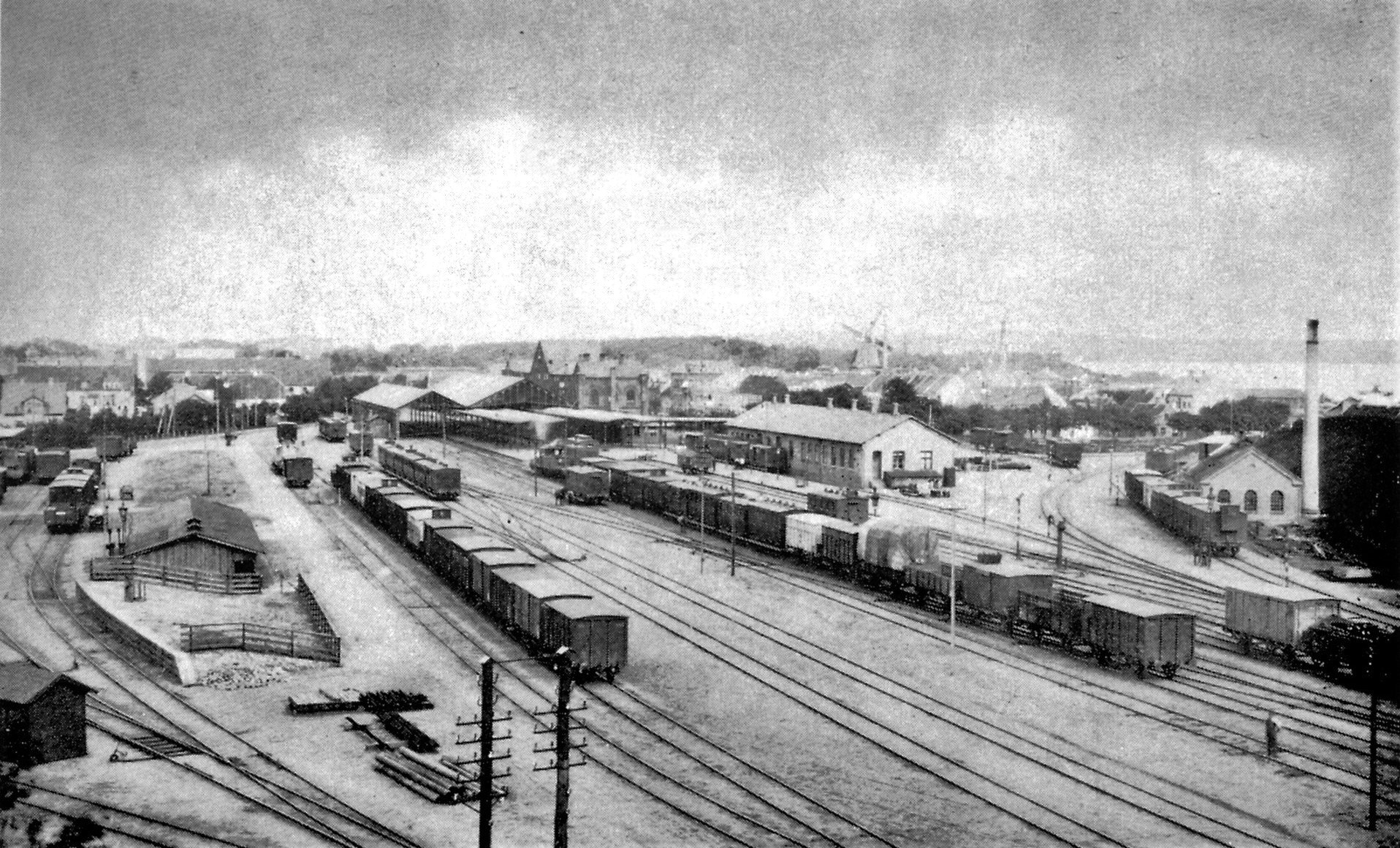
La première gare de Fredericia en 1900.

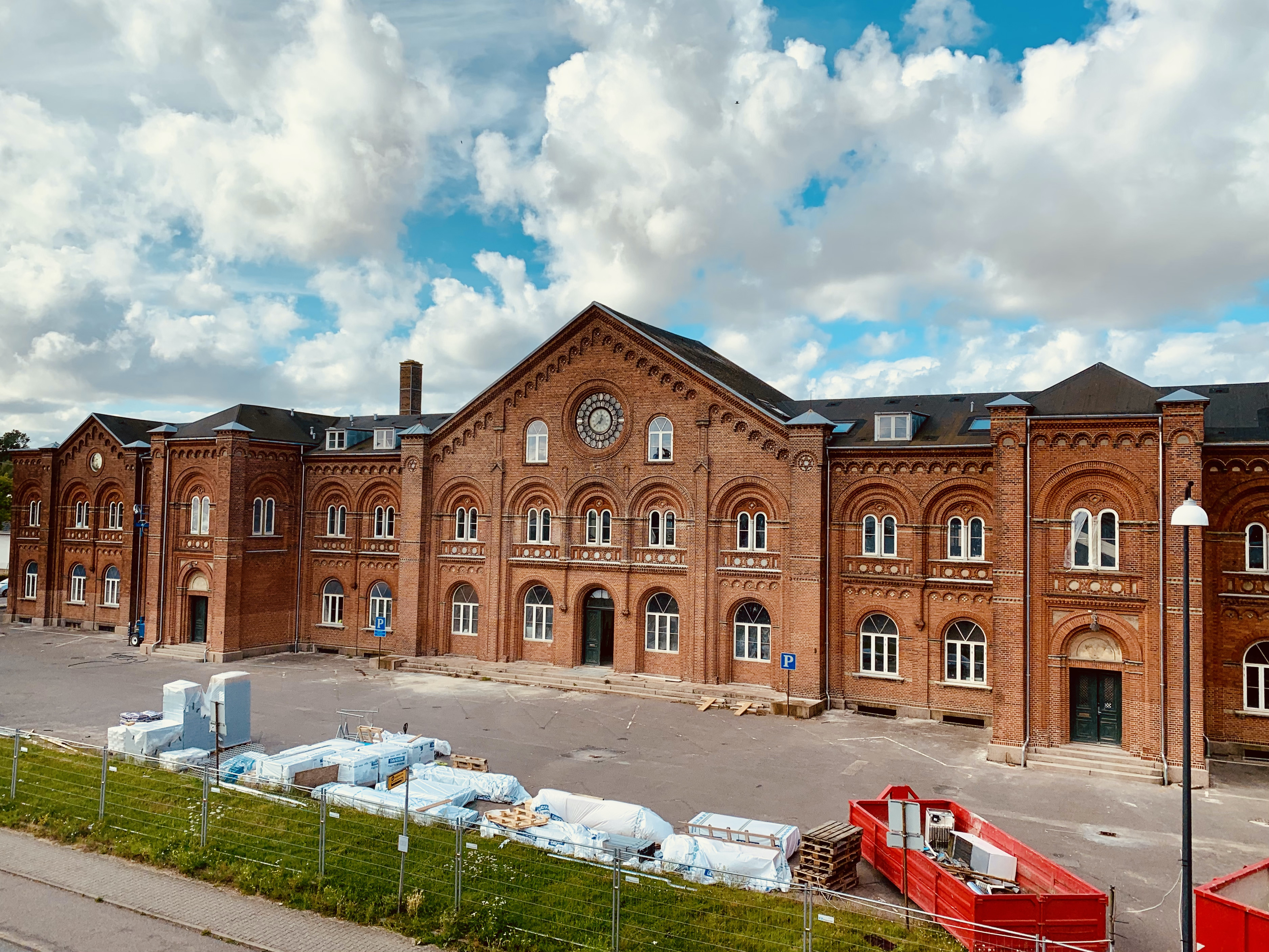
Le bâtiment d'accueil de l'ancienne gare en 2021.

Le chemin de fer apparaît à Fredericia en 1866, avec l'ouverture de la ligne ferroviaire de Fredericia à la frontière allemande à Vamdrup. Peu après, en 1868, la ligne ferroviaire de Fredericia à Aarhus fut ouvert, reliant ainsi la ligne Fredericia-Vamdrup-Farris avec la ville d'Aarhus, et les lignes ferroviaires du Jutland du Nord.
En même temps, sur l'autre côté du Petit Belt, le tronçon ferroviaire entre Middelfart et Strib fut inauguré en 1866, reliant ainsi la ligne ferroviaire à travers l'île de Fionie à la petite ville portuaire de Strib, de sorte qu'avec l'aide d'une liaison par ferry ferroviaire entre Fredericia et Strib, que fut ouvert le 19 mars 1872, il y avait maintenant une liaison ferroviaire entre Copenhague et le Jutland.
Le premier bâtiment de gare à partir de 1866 était une simple maison provisoire en bois, qui fut ensuite déplacée à Nørresundby. Conçu par l'architecte Johan Daniel Herholdt, le bâtiment permanent de la nouvelle gare fut inauguré en 1869. Il existe toujours à l'adresse Oldenborggade 1 et est aujourd'hui utilisé comme bureaux.

### Deuxième gare

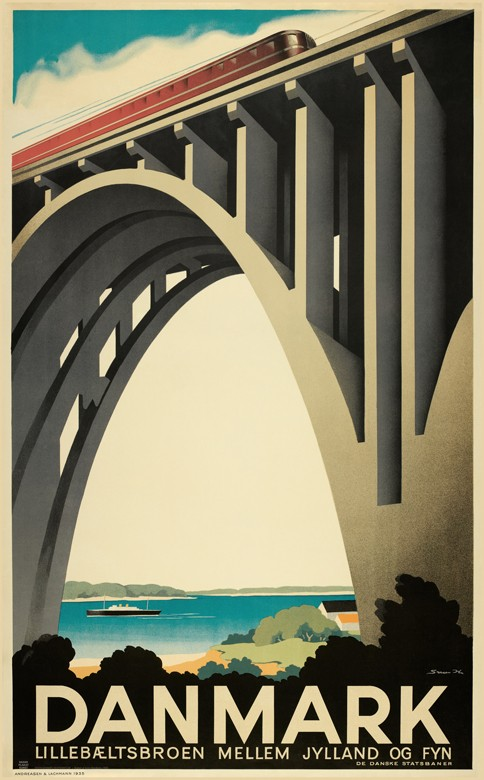
Affiche de l'inauguration du pont du Petit Belt (1935).

En 1935, le pont du Petit Belt ouvre en tant que première liaison fixe entre le Jutland et la Fionie. Il remplace les ferries ferroviaires traversant le Petit Belt entre Fredericia et Strib. En conséquence, une nouvelle gare ferroviaire est également construite à Fredericia, à l'ouest du centre-ville historique. La nouvelle gare est inaugurée avec le pont du Petit Belt par le roi Christian X le 14 mai 1935.

## Service des voyageurs

### Accueil

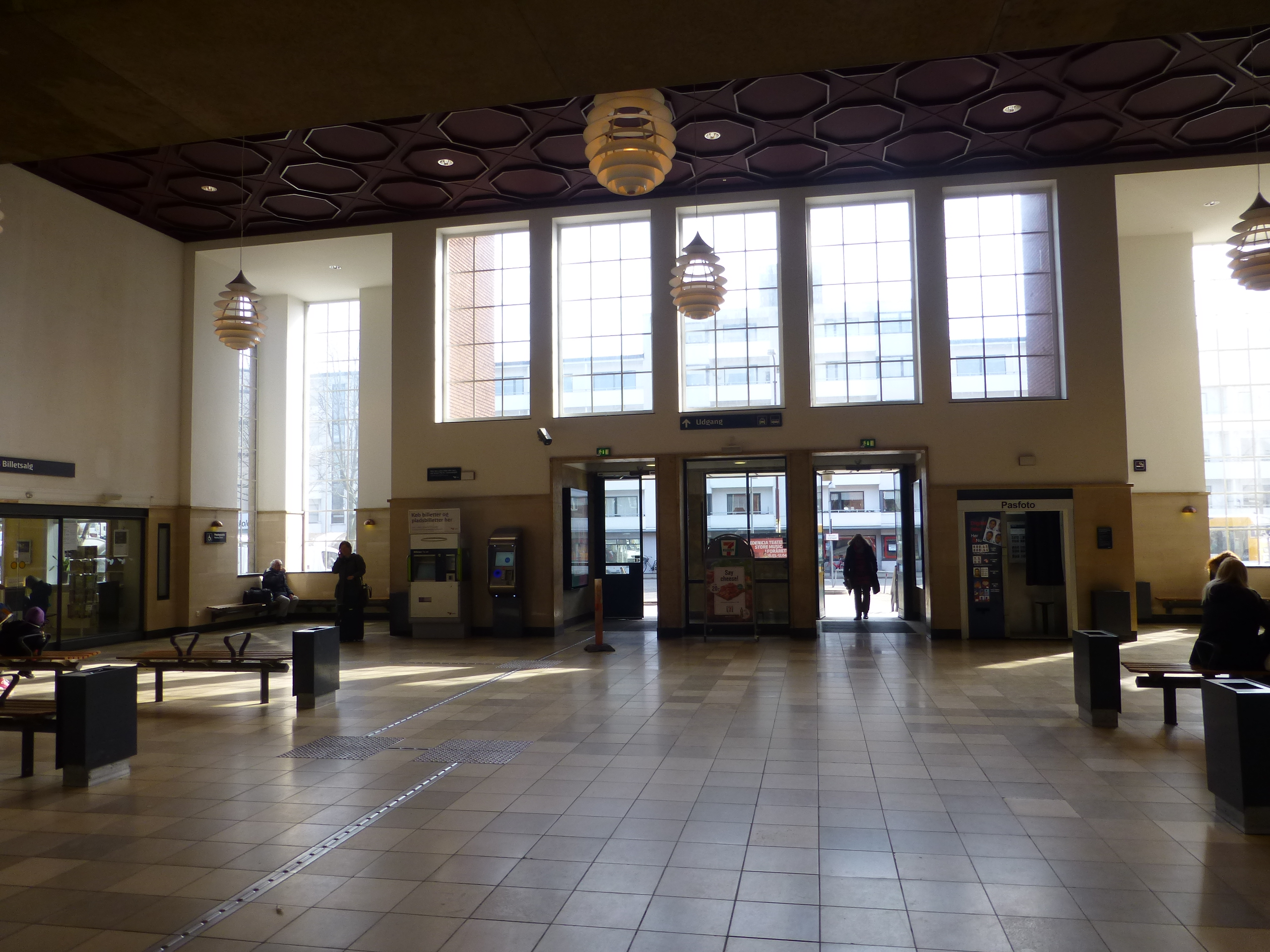
Le hall principal d'accueil en 2013.

La gare dispose d'un hall principal d'accueil, où sont installés d'espaces d'information, de vente de billets, des casiers à bagages, des toilettes payantes, et d'un kiosque vendant nourriture, journaux, rafraichissements et friandises. Il y a également des machines en libre-service et des distributeurs de billets.
La gare est adaptée aux personnes à mobilité réduite.

## Patrimoine ferroviaire

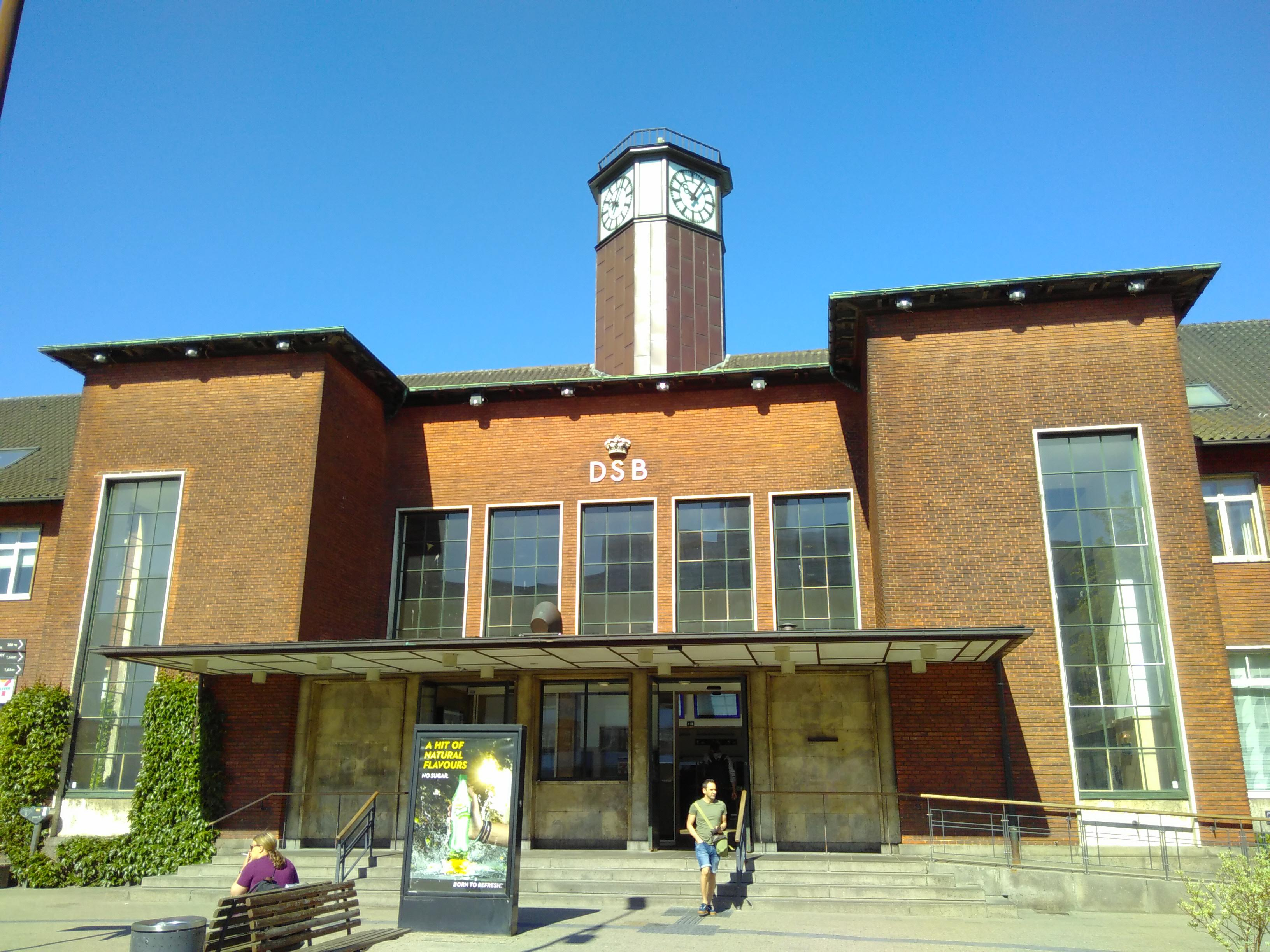
Le bâtiment d'accueil en 2018.

L'actuel bâtiment d'accueil dans un style fonctionnaliste avec une touche de classicisme nordique date de 1935. Il fut conçu par l'architecte danois Knud Tanggaard Seest qui était l'architecte principal du DSB de 1922 à 1949. La gare est l'une des seulement cinq gares au Danemark à disposer d'une verrière couvrant les voies. L'ancienne gare au port disposait également d'une telle verrière, aujourd'hui démolie.